# Megalocoleus tanaceti
Megalocoleus tanaceti is een wants uit de familie van de blindwantsen (Miridae). De soort werd het eerst wetenschappelijk beschreven door Carl Frederick Fallén in 1807.

## Uiterlijk
Deze langwerpig ovale wants kan 4 tot 5 mm lang worden en is altijd langvleugelig. Het lichaam is goudgeel of bruinachtig geel en soms gedeeltelijk groen met zwarte haartjes. Het doorzichtige deel van de voorvleugels is grijsachtig met gele aders. De wants lijkt op Megalocoleus molliculus, die is echter witter van kleur.

## Leefwijze
De soort kent een enkele generatie per jaar en de volwassen dieren kunnen worden waargenomen van mei tot oktober. Ze overwinteren als eitje en leven uitsluitend op boerenwormkruid (Tanacetum vulgare). Zowel de wetenschappelijke als de Nederlandse naam verwijst hier ook naar.

## Leefgebied
De soort komt voor in het palearctisch gebied en is in Nederland zeer algemeen in wegbermen en ruigtes met boerenwormkruid.